# Albert Band
Cet article concerne le réalisateur italo-américain. Pour le musicien, voir Alfredo Antonini.
Albert Band, né Alfredo Antonini le 7 mai 1924 à Paris et mort le 14 juin 2002  à Los Angeles, est un producteur et réalisateur et scénariste italien naturalisé américain .

## Biographie
Né à Paris de parents italiens avec le nom de Alfredo Antonini, émigré aux États-Unis où il a rencontré John Huston, avec qui il a commencé à travailler dans le monde du cinéma, d'abord comme assistant (il fut celui de John Huston dans The Asphalt Jungle, puis comme scénariste. Il fut l'un des producteurs les plus prolifiques de Hollywood des années cinquante. Albert Band est le fils de Max Band, le père de Charles Band et Richard Band, le grand-père d'Alex Band.

## Filmographie partielle
Comme réalisateur
- 1956 : The Young Guns (en)
- 1958 : J'enterre les vivants (I Bury the Living)
- 1959 : Face of Fire (en)
- 1964 : Massacre au Grand Canyon (Massacro al Grande Canyon) coréalisé avec Sergio Corbucci
- 1965 : Les Forcenés
- 1965 : Hercules and the Princess of Troy (en)
- 1965 : Les Forcenés (Gli uomini dal passo pesante) coréalisé avec Mario Sequi
- 1977 : She came to the valley (en)
- 1978 : Zoltan, le chien sanglant de Dracula (en) (Dracula's Dog)
- 1987 : Ghoulies II
- 1991 : Joey Takes a Cab
- 1992 : Doctor Mordrid (en)
- 1993 : Robot Wars (film) (en)
- 1993 : Prehysteria! (en)
- 1994 : Le Retour des dinosaures enchantés (Prehysteria! 2)